# Vrouwen Eredivisie 2025/26
De Eredivisie 2025/26 is het vijftiende seizoen van de competitie en de hoogste vrouwenvoetbalafdeling die door de KNVB wordt georganiseerd. Het seizoen begint in het weekend van 6 en 7 september 2025 en zal op zaterdag 22 mei 2026 eindigen. De competitie staat vanaf dit seizoen officieel bekend als de Eurojackpot Vrouwen Eredivisie, verwijzend naar hoofdsponsor Eurojackpot.
NAC Breda debuteert dit seizoen in de Eredivisie, nadat Fortuna Sittard zich vorig seizoen terugtrok wegens financiële redenen en daarmee hun plaats in zal nemen. Tevens is dit het laatste seizoen met twaalf teams, vanaf volgend seizoen bestaat de hoogste competitie uit tien teams. Er zullen aan het eind van het seizoen twee of drie clubs degraderen naar de Eerste divisie.

## Deelnemende teams
| Club          | Plaats              | Stadion                                                       | Train(st)er         | Aanvoerster          |
| ------------- | ------------------- | ------------------------------------------------------------- | ------------------- | -------------------- |
| ADO Den Haag  | Den Haag            | Bingoal Stadion                                               | Marten Glotzbach    | Barbara Lorsheijd    |
| Ajax          | Amsterdam           | De Toekomst Johan Cruijff Arena                               | Anouk Bruil         | Sherida Spitse       |
| AZ            | Wijdewormer Alkmaar | AFAS Trainingscomplex AFAS Stadion                            | Wouter de Vogel     | Desiree van Lunteren |
| Excelsior     | Rotterdam           | Woudestein                                                    | Mathijs Kreugel     | Yara Helderman       |
| Feyenoord     | Rotterdam           | Varkenoord Stadion Feijenoord                                 | Jessica Torny       |                      |
| sc Heerenveen | Heerenveen          | Sportpark Skoatterwâld Abe Lenstra Stadion                    | Niklas Tarvajärvi   | Fenna Meijer         |
| NAC Breda     | Breda               | Sportpark Heksenwiel Rat Verlegh Stadion                      | Jan de Hoon         |                      |
| PEC Zwolle    | Zwolle              | Sportpark Be Quick '28 Sportpark De Vegtlust MAC³PARK stadion | Gert Peter de Gunst | Kely Pruim           |
| PSV           | Eindhoven           | De Herdgang Philips Stadion                                   | Roeland ten Berge   | Gwyneth Hendriks     |
| Telstar       | Amsterdam           | Sportpark Goed Genoeg                                         | Ed Engelkes         | Jannette van Belen   |
| FC Twente     | Enschede            | Sportpark Scheurserve De Grolsch Veste                        | Corina Dekker       | Danique van Ginkel   |
| FC Utrecht    | Utrecht             | Sportcomplex Zoudenbalch Stadion Galgenwaard                  | Linda Helbling      | Marthe Munsterman    |

- Telstar speelt dit seizoen de thuiswedstrijden op Sportpark Goed Genoeg in Amsterdam, vooruitlopend op het overdragen van de proflicentie aan nieuwe Amsterdamse profclub voor vrouwen HERA United.

## Stand
| Pos | Team          | Wed | W | G | V | Ptn | DV | DT | +/− | Kwalificatie of degradatie                                              |
| --- | ------------- | --- | - | - | - | --- | -- | -- | --- | ----------------------------------------------------------------------- |
| 1   | ADO Den Haag  | 0   | 0 | 0 | 0 | 0   | 0  | 0  | 0   | Kampioen en kwalificatie voor eerste kwalificatieronde Champions League |
| 2   | Ajax          | 0   | 0 | 0 | 0 | 0   | 0  | 0  | 0   | Kwalificatie voor eerste kwalificatieronde Champions League             |
| 3   | AZ            | 0   | 0 | 0 | 0 | 0   | 0  | 0  | 0   | Kwalificatie voor eerste kwalificatieronde Europa Cup                   |
| 4   | Excelsior     | 0   | 0 | 0 | 0 | 0   | 0  | 0  | 0   |                                                                         |
| 5   | Feyenoord     | 0   | 0 | 0 | 0 | 0   | 0  | 0  | 0   |                                                                         |
| 6   | sc Heerenveen | 0   | 0 | 0 | 0 | 0   | 0  | 0  | 0   |                                                                         |
| 7   | NAC Breda     | 0   | 0 | 0 | 0 | 0   | 0  | 0  | 0   |                                                                         |
| 8   | PEC Zwolle    | 0   | 0 | 0 | 0 | 0   | 0  | 0  | 0   |                                                                         |
| 9   | PSV           | 0   | 0 | 0 | 0 | 0   | 0  | 0  | 0   |                                                                         |
| 10  | Telstar       | 0   | 0 | 0 | 0 | 0   | 0  | 0  | 0   | Mogelijke degradatie naar de Eerste divisie                             |
| 11  | FC Twente     | 0   | 0 | 0 | 0 | 0   | 0  | 0  | 0   | Degradatie naar de Eerste divisie                                       |
| 12  | FC Utrecht    | 0   | 0 | 0 | 0 | 0   | 0  | 0  | 0   | Degradatie naar de Eerste divisie                                       |

## Positieverloop per team
| Team ╲ Speelronde | 1            | 2 | 3 | 4 | 5 | 6 | 7 | 8 | 9 | 10 | 11 | 12 | 13 | 14 | 15 | 16 | 17 | 18 | 19 | 20 | 21 | 22 |
| ----------------- | ------------ | - | - | - | - | - | - | - | - | -- | -- | -- | -- | -- | -- | -- | -- | -- | -- | -- | -- | -- |
| Team ╲ Speelronde | ADO Den Haag |   |   |   |   |   |   |   |   |    |    |    |    |    |    |    |    |    |    |    |    |    |
| Ajax              |              |   |   |   |   |   |   |   |   |    |    |    |    |    |    |    |    |    |    |    |    |    |
| AZ                |              |   |   |   |   |   |   |   |   |    |    |    |    |    |    |    |    |    |    |    |    |    |
| Excelsior         |              |   |   |   |   |   |   |   |   |    |    |    |    |    |    |    |    |    |    |    |    |    |
| Feyenoord         |              |   |   |   |   |   |   |   |   |    |    |    |    |    |    |    |    |    |    |    |    |    |
| sc Heerenveen     |              |   |   |   |   |   |   |   |   |    |    |    |    |    |    |    |    |    |    |    |    |    |
| NAC Breda         |              |   |   |   |   |   |   |   |   |    |    |    |    |    |    |    |    |    |    |    |    |    |
| PEC Zwolle        |              |   |   |   |   |   |   |   |   |    |    |    |    |    |    |    |    |    |    |    |    |    |
| PSV               |              |   |   |   |   |   |   |   |   |    |    |    |    |    |    |    |    |    |    |    |    |    |
| Telstar           |              |   |   |   |   |   |   |   |   |    |    |    |    |    |    |    |    |    |    |    |    |    |
| FC Twente         |              |   |   |   |   |   |   |   |   |    |    |    |    |    |    |    |    |    |    |    |    |    |
| FC Utrecht        |              |   |   |   |   |   |   |   |   |    |    |    |    |    |    |    |    |    |    |    |    |    |

## Uitslagen
| Thuis \ Uit   | ADO | AJA | AZ | EXC | FEY | HEE | NAC | PEC | PSV | TEL | TWE | UTR |
| ------------- | --- | --- | -- | --- | --- | --- | --- | --- | --- | --- | --- | --- |
| ADO Den Haag  |     |     |    |     |     |     |     |     |     |     |     |     |
| Ajax          |     |     |    |     |     |     |     |     |     |     |     |     |
| AZ            |     |     |    |     |     |     |     |     |     |     |     |     |
| Excelsior     |     |     |    |     |     |     |     |     |     |     |     |     |
| Feyenoord     |     |     |    |     |     |     |     |     |     |     |     |     |
| sc Heerenveen |     |     |    |     |     |     |     |     |     |     |     |     |
| NAC Breda     |     |     |    |     |     |     |     |     |     |     |     |     |
| PEC Zwolle    |     |     |    |     |     |     |     |     |     |     |     |     |
| PSV           |     |     |    |     |     |     |     |     |     |     |     |     |
| Telstar       |     |     |    |     |     |     |     |     |     |     |     |     |
| FC Twente     |     |     |    |     |     |     |     |     |     |     |     |     |
| FC Utrecht    |     |     |    |     |     |     |     |     |     |     |     |     |